# Rouffignac
För andra betydelser, se Rouffignac (olika betydelser).
Rouffignac är en kommun i departementet Charente-Maritime i regionen Nouvelle-Aquitaine i västra Frankrike. Kommunen ligger  i kantonen Montendre som ligger i arrondissementet Jonzac. År 2022 hade Rouffignac 427 invånare.

## Befolkningsutveckling
Antalet invånare i kommunen Rouffignac
Referens:INSEE